# Beagle (cráter)
Beagle es el nombre de un pequeño cráter de impacto en el planeta Marte situado a 2° Sur y 5,5° Oeste. El impacto causó un abertura de 35 metros de diámetro en la superficie del Cuadrante Casius. El nombre fue aprobado en 2006 por la Unión Astronómica Internacional en honor al HMS Beagle, un bergantín de la Marina Real Británica.

## Opportunity
El cráter Beagle fue uno de los destinos explorados por el astromóvil todoterreno Opportunity, tomando imágenes del cráter en un área 300-500 metros en el perímetro del cráter Victoria. Las fotografías tomadas el día 855 sol (20 de junio de 2006) revelan una significativa erosión en las rocas y paredes del cráter Beagle, lo cual indica que el cráter no es reciente.